# Вио, Муциан Мария
Святой Муциан Мария (Мютьен-Мари; фр. Mutien-Marie), в миру Луи-Жозеф Вио (фр. Louis-Joseph Wiaux, 20 марта 1841[…], Ле-Бон-Виллер, Эно — 30 января 1917[…], Намюр) — бельгийский католический монах, брат христианских школ.
Канонизирован в 1989 году папой Иоанном Павлом II.

## Биография
Родился в небольшой деревне Мелле, ныне являющейся частью коммуны Ле-Бон-Виллер во франкоязычной Бельгии, в набожной католической семье. Третий из шести детей; его отец был кузнецом, а мать открыла кафе прямо в их доме. Вечером, когда посетители наслаждались пивом и карточными играми, семья вместе читала розарий. Вио был чутким, послушным мальчиком, отличавшимся набожностью; он побуждал своих одноклассников молиться в местной церкви в конце учебного дня.
После окончания начальной школы Вио работал подмастерьем в отцовской кузнице, но вскоре понял, что не предназначен для этой работы ни физически, ни духовно. Он решил последовать последовать примеру брата и присоединиться к иезуитам.
Однако городской пастор, аббат Салье, рассказал мальчику об ордене «Братья христианских школ», который собирался открыть школу в соседнем городе Госселье. Вио встретился с братьями и понял, что обрёл путь в жизни. Он отправился в Намюр, где в апреле 1856 года поступил в новициат к братьям и взял имя Муциан Мария. Он стал известен неукоснительным исполнением устава института, но его товарищи полюбили Вио за чувство юмора.
Завершив период послушничества в сентябре 1857 года, Вио стал преподавать в начальной школе братьев в Шиме, а в следующем году его перевели в институте Сен-Жорж в Брюсселе, а ещё через год его отправили в школу-интернат в деревне Маллоне (ныне часть города Намюр). Он преподавал там в течение следующих 58 лет, до самой смерти.
Вио всю жизнь отличался крепким здоровьем, однако в ноябре 1916 года сильно заболел и был отправлен в лазарет. Он изо всех сил пытался продолжать следовать распорядку общины, и 26 января следующего года, несмотря сильный холод, братья нашли ослабевшего Вио молящимся у алтаря. Его вернули в лазарет, который он больше никогда не покинул. Умер 30 января 1917 года и был похоронен на кладбище Маллоне.
Слава Вио распространилась вскоре после его смерти, и люди стали приписывать ему чудеса.

## Почитание
Репутация благочестивого Вио привлекла такое большое количество паломников к его могиле, что было принято решение сделать его останки более доступными для публики. В мае 1926 года, с началом процесса канонизации на епархиальном уровне, его останки были перенесены на новый участок рядом с приходской церковью на главной улице города.
Беатифицирован 30 октября 1977 года папой Павлом VI. После этого в 1980 году в его честь было выстроено святилище, а его останки переместили в гробницу из белого мрамора внутри святилища. Канонизирован 10 декабря 1989 год папой Иоанном Павлом II.
День памяти — 30 января.